# Kirche Klempenow

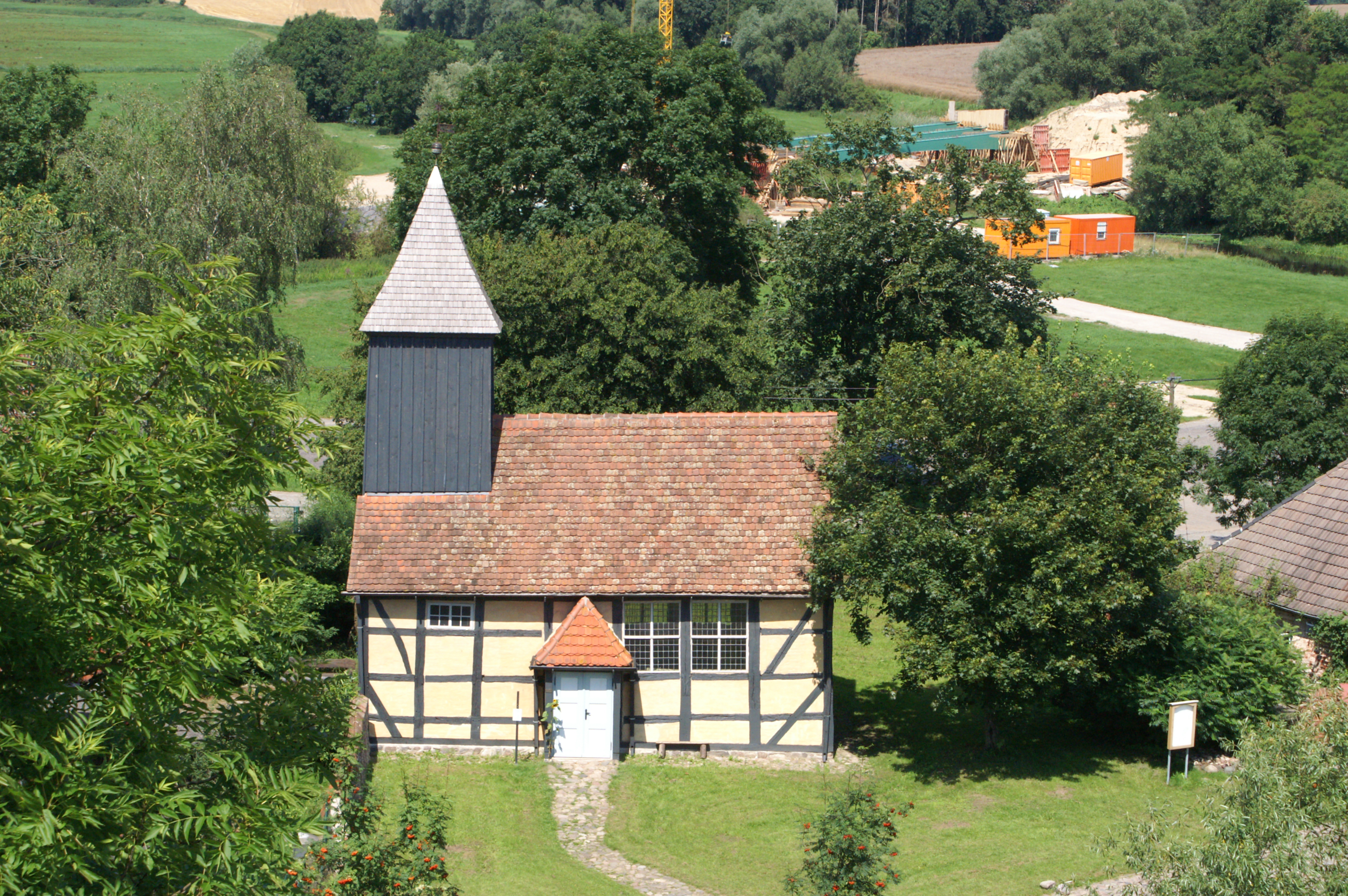
Kirche Klempenow, Südseite mit Eingang

Die Kirche Klempenow (auch Kapelle Klempenow) ist eine Fachwerkkirche am westlichen Rand der ehemaligen Vorburg der Burg Klempenow in der Gemeinde Bartow im Landkreis Mecklenburgische Seenplatte in Mecklenburg-Vorpommern. Sie wurde Ende des 17. Jahrhunderts errichtet und neigt sich seit 2017. Für die Rettung des denkmalgeschützten Gebäudes sind erhebliche finanzielle Mittel erforderlich.
Die Kirche gehört zur Kirchgemeinde Daberkow in der Propstei Demmin des Pommerschen Evangelischen Kirchenkreises in der Evangelisch-Lutherischen Kirche in Norddeutschland.

## Geschichte
Aus dem Jahr 1494 stammt die älteste urkundliche Erwähnung einer Kapelle in der Vorburg der Burg Klempenow. Dieses Bauwerk stand vermutlich in der Nähe der heutigen Kirche. Dieses Bauwerk wurde vom Bischof Benedicto von Cammin zur Kapelle zu den heiligen fünf Wunden geweiht. Außerdem soll eine weitere gotische Kirche in der Hauptburg gewesen sein. Heinrich von Heydebreck gelobte die Lesung einer ewigen Messe für Überlassung des Gutes Klein Basepohl durch seinen Vetter Joachim (Achim) von Heydebreck. 1570 soll ein Neubau der Kapelle geplant gewesen sein. Möglicherweise existierte in dieser Zeit keine Kapelle. Klempenow war zur Golchener Kirche eingepfarrt.

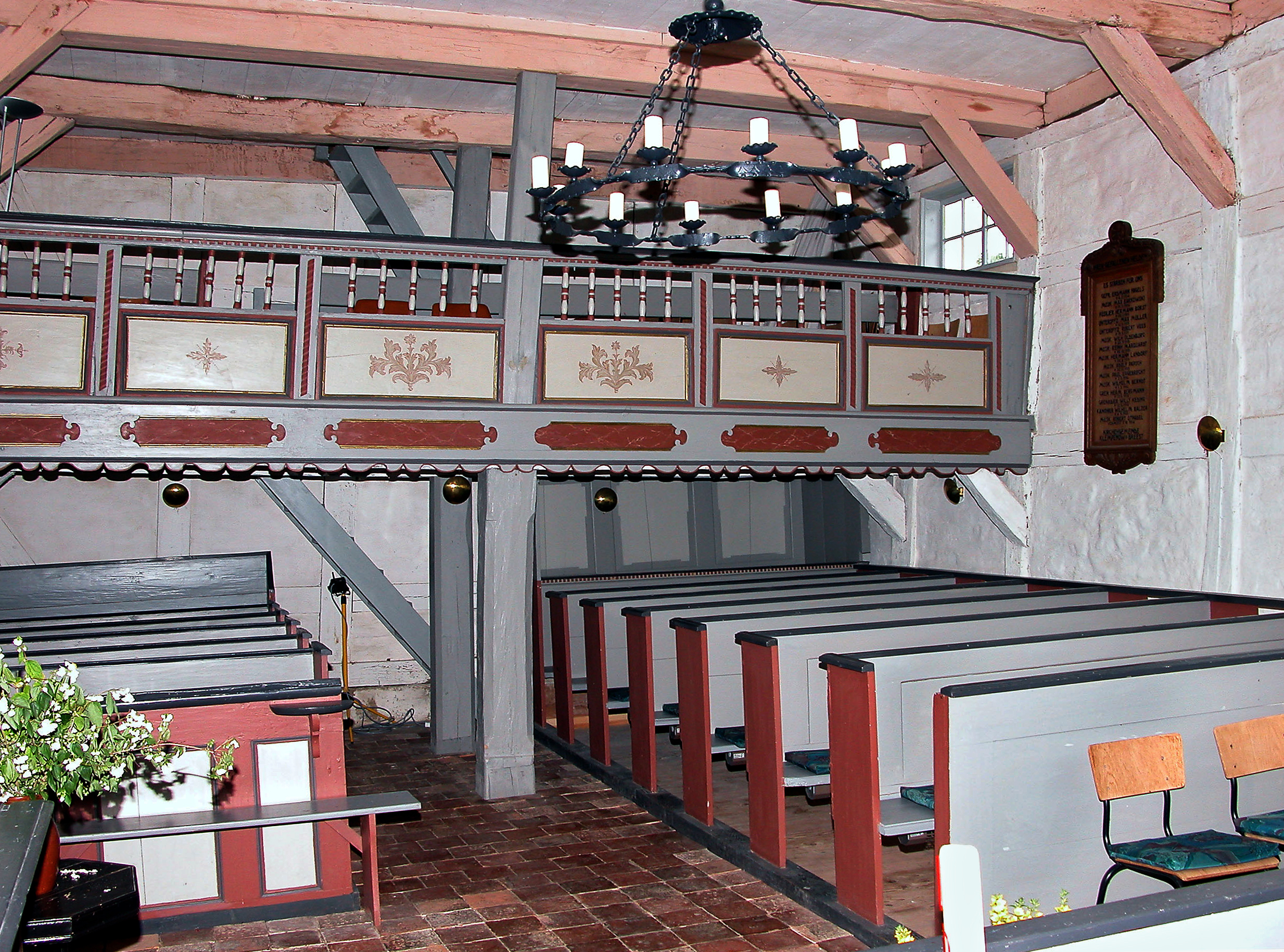
Empore im Innenraum der Kirche

Das heutige Gebäude wurde um 1690 errichtet, wie dendrochronologische Untersuchungen ergaben. Unter anderem 1755, 1825 und 1866 wurden Erneuerungsarbeiten durchgeführt. Zwischen 1780 und 1790 wurde der Innenraum umgestaltet und dabei die zwei Fensteröffnungen an der Ostseite verschlossen.
Nach Heiligabend 1989 wurden wegen des schlechten baulichen Zustandes keine Gottesdienste mehr in der Kirche gefeiert, die schließlich 1995 durch die Bauaufsichtsbehörde gesperrt wurde. Im Dezember desselben Jahres wurde ein Förderverein zur Sanierung der Fachwerkkirche Klempenow gegründet. Von 1997 bis 2000 wurde die Kirche mit Mitteln der Deutschen Stiftung Denkmalschutz, des Landesamtes für Denkmalpflege Mecklenburg-Vorpommern, des Landkreises Demmin, der Gemeinde Breest und aus privaten Spenden umfassend saniert und restauriert. Am 9. Juli 2000 wurde die Kirche wieder eingeweiht.
Seit 2017 neigt sich die Kirche und ist gesperrt. Für eine Instandsetzung sind Kosten von etwa 700.000 Euro erforderlich. Die Kirchengemeinde will die wertvolle Kirche unbedingt erhalten. Die Tiefbauarbeiten begannen im Februar 2022 und waren Ende 2022 abgeschlossen. Dank dieser Bauarbeiten konnte das Fundament stabilisiert werden, jedoch muss die Statik des Bauwerks im zweiten und dritten Bauabschnitt noch verbessert werden. Dabei soll auch die Schiefstellung korrigiert werden.

## Gebäude
Die Kirche Klempenow ist ein rechteckiger, schlichter Fachwerkbau von 13 m Länge und 8 m Breite. Wegen Setzung des Untergrundes an der Nordwestseite steht sie nicht mehr im Lot. Am Westgiebel befindet sich ein verbretterter quadratischer Dachturm mit Pyramidendach. Die südliche Portalvorhalle wurde 1825 errichtet.

## Innenausstattung

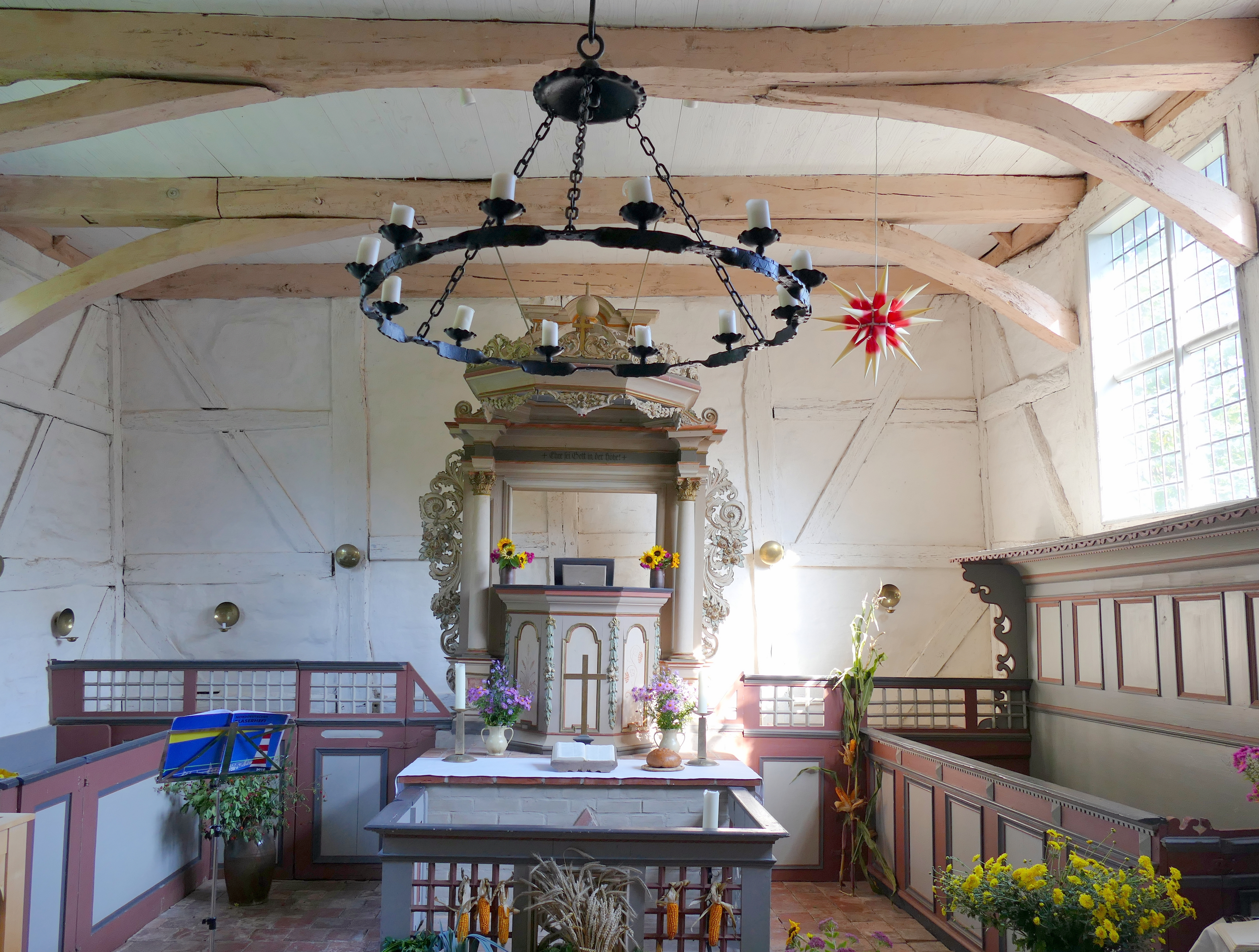
Altar und Patronatsgestühl

Die Innenausstattung mit Westempore, Kirchen- und Patronatsgestühl stammt überwiegend vom Ende des 17. Jahrhunderts. Der um 1700 gebaute Altar wurde 1788 mit der ursprünglich an der Südseite stehenden Kanzel zu einem Kanzelaltar zusammengefügt, wie aus einem Text hervorgeht, der 1996 auf der Unterseite des Fußpodestes im Kanzelkorb gefunden wurde. Das Altargehege ist rechteckig mit einfachen Gitternetzfeldern. In seiner Mitte befindet sich ein geschnitztes Brüstungsfeld mit geschwungenen Formen. Der Altartisch wurde aus Ziegeln gemauert. Die Brüstungsfelder des achteckigen Kanzelkorbes sind mit Blumenmotiven bemalt. Zwei Säulen mit Blattkapitellen flankieren den Kanzelkorb und tragen im Gesims den Schalldeckel, an dessen Unterseite eine geschnitzte Taube hängt. An den hinteren Altarwangen befindet sich vegetabiles Schnitzwerk mit Rosenmotiven. Die Rückwand ist ausgesägt.
Seit 2017 gibt es eine Truhenorgel von Matthias Beckmann aus Friesack.
Das Geläut im Kirchturm besteht aus einer Glocke, die 1610 gegossen wurde. Sie trägt die Aufschrift ALEXANDER WALSLEBE F CAPITAN CLEMPEN NICOLAVS MACHT F RENTMEISTER CLEMPE MARTINVS LAMPERT PASTOR GOLCH B L ANNO 1610.